# Tajima (provincia)

Mappa delle province giapponesi con la provincia di Tajima evidenziata risalente al 1868

Tajima (giapponese: 但馬国; -no kuni) era una vecchia provincia del Giappone in quella che è ora la parte settentrionale della prefettura di Hyōgo. Tajima confinava con le province di Harima, Inaba, Tamba e Tango.
Tajima è principalmente degna di nota per essere stata il luogo di nascita del manzo di Kobe. È inoltre conosciuta per i suoi molti onsen, le sue spiagge e centri sciistici. Le sue principali industrie sono la pesca, agricoltura ed il turismo.

## Storia
Esistono due teorie su dove si trovi l'antico capoluogo della provincia, la prima ritiene che siano i resti di Hazaka nell'ex distretto di Izushi (attuale Toyooka), mentre la seconda reputa che sia da qualche parte nell'ex distretto di Keta. Nel 804, il capoluogo fu trasferito a Takada nell'ex distretto di Keta.
L'antica capitale della provincia si trova vicina alla moderna città di Hidaka, sebbene un'importante città-castello fosse costruita a Izushi. Per la maggior parte del periodo Sengoku quest'area venne governata dal clan Yamana che era sottomesso a Oda Nobunaga. Tadashima Akiyama, un samurai proveniente dalla provincia ebbe un duello con Miyamoto Musashi, l'incontro ebbe luogo nella provincia di Tajima e vide la sconfitta di Akiyama per Musashi.
Sebbene non sia più un'entità politica, molti dei giapponesi che vi risiedono si identificano ancora fortemente con il nome della provincia e la sua storia.